# BVC (voetbal)
BVC (Biltse Voetbal Club) was een Nederlandse amateurvoetbalclub uit De Bilt in Utrecht, opgericht op 12 mei 1921 onder de naam Biltsche Sportvereeniging, hetgeen twee jaar later werd gewijzigd in Biltse Voetbal Club BVC. Onder dezelfde naam waren van 1906 tot 1911 en tijdens de Eerste Wereldoorlog ook al clubs actief geweest.

## Geschiedenis
De spelers droegen witte shirts en zwarte broeken.
Het eerste oefen- en wedstrijdterrein was een weiland bij de Groenekanseweg. In 1925 verhuisde men naar een terrein aan de Oude Brandenburgerweg. Daar kreeg de club de beschikking over twee officiële velden – het hoofdveld met echte doelen en een tribune, en het tweede veld eerst nog zonder doelen. In 1965 verhuisde men opnieuw: nu naar het nieuwe sportpark Larenstein. Daar kreeg men voor het eerst een eigen clubhuis. Van 1964–1975 speelde Hans van Breukelen bij de jeugd van BVC waarna hij overstapte naar FC Utrecht.
BVC fuseerde op 12 juni 1997 met FAK en sv Bilthoven tot de FC De Bilt.

## Standaardelftal
Het standaardelftal speelde laatstelijk in het seizoen 1996/97, waar het uitkwam in de Vierde klasse zondag van het KNVB-district West-I.

### Erelijst
kampioen Tweede klasse: 1966
kampioen Derde klasse: 1940, 1949, 1964, 1976
kampioen Vierde klasse: 1936, 1937, 1962, 1975, 1987

### Competitieresultaten 1927–1997
| 7 3D |

|  |

|  |

|  |

| 1 4G |

| 1 4G |

| 4 3D |

| 4 3D |

| 1 3? |

| 5 3E |

| 3 3F |

| 7 3F |

| 6 3F |

|  |

| 6 3F |

| 2 3F |

| 5 3F |

| 9 3F |

| 4 3E |

| 4 3D |

| 6 3D |

| 9 3B |

| 6 3D |

| 10 3D |

| 10 3D |

| 9 3D |

| 12 3D |

| 9 4G |

| 11 4G |

| 2 4H |

| 1 4H |

| 2 3D |

| 1 3D |

| 4 2B |

| 1 2B |

| 7 1A |

| 9 1A |

| 12 1A |

| 8 2B |

| 13 2B |

| 13 3D |

| 4 4H |

| 2 4H |

| 1 4G |

| 1 3D |

| 4 2B |

| 8 2B |

| 10 2B |

| 12 2B |

| 7 3D |

| 9 3D |

| 8 3D |

| 12 3D |

| 3 4G |

| 3 4G |

| 1 4H |

| 3 3D |

| 2 3D |

| 6 3D |

| 4 3D |

| 5 3D |

| 7 3D |

| 3 3D |

| 5 3D |

| 12 3D |

| 2 4H |

| Eerste klasse | Tweede klasse | Derde klasse | Vierde klasse |